# Једнакокраки трапез
Једнакокраки трапез називамо оним трапезом чији су углови на основици једнаки, а самим тиме и краци једнаки. 
Уколико су краци једнакокраког трапеза нормални на основице, фигура је у ствари његов специјалан случај - правоугаоник. Уколико су све странице једнакокраког трапеза једнаке, фигура је квадрат.